# Boleslavský kraj

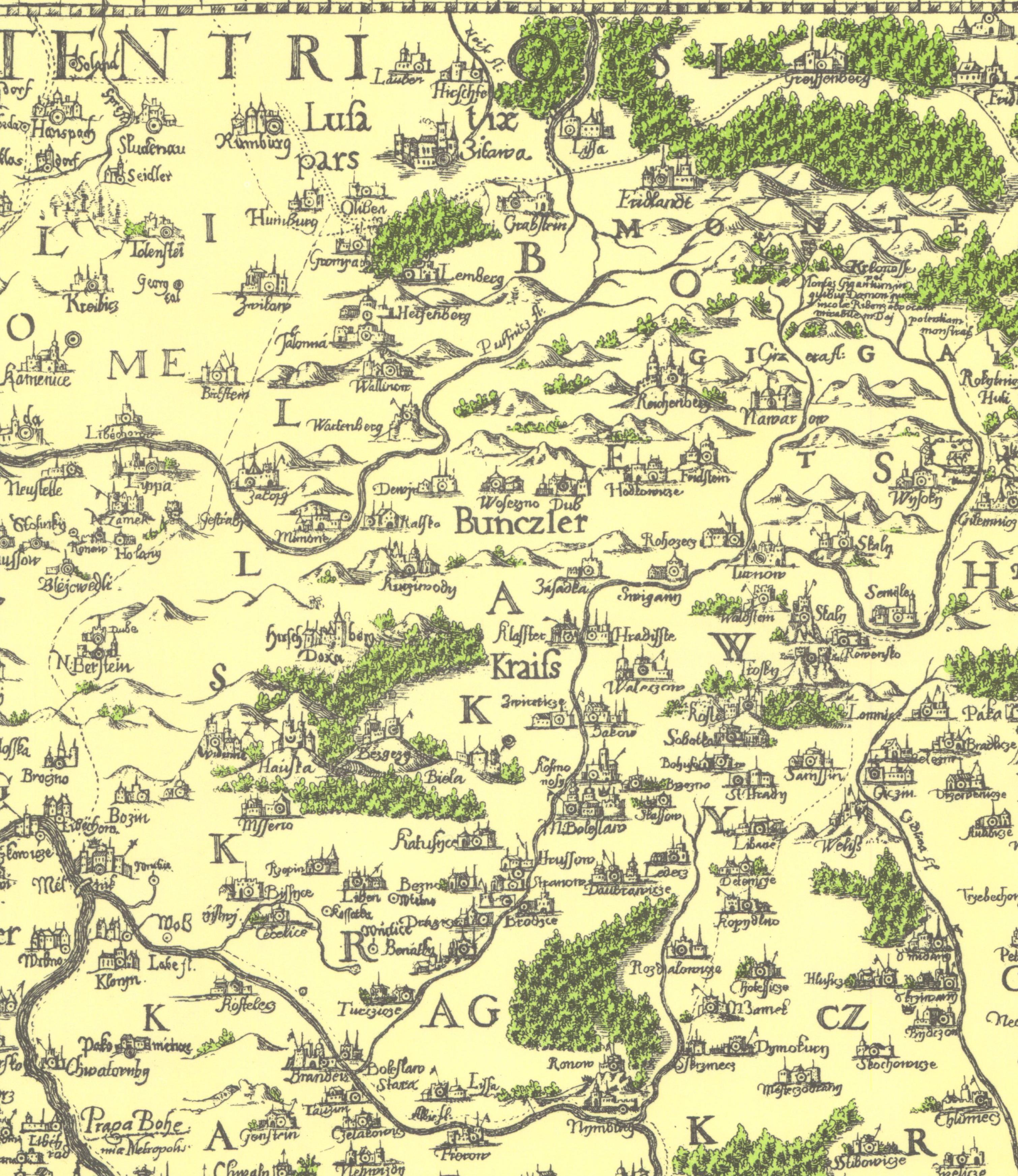
Nejstarší vyobrazení Boleslavského kraje na Aretinově mapě roku 1619

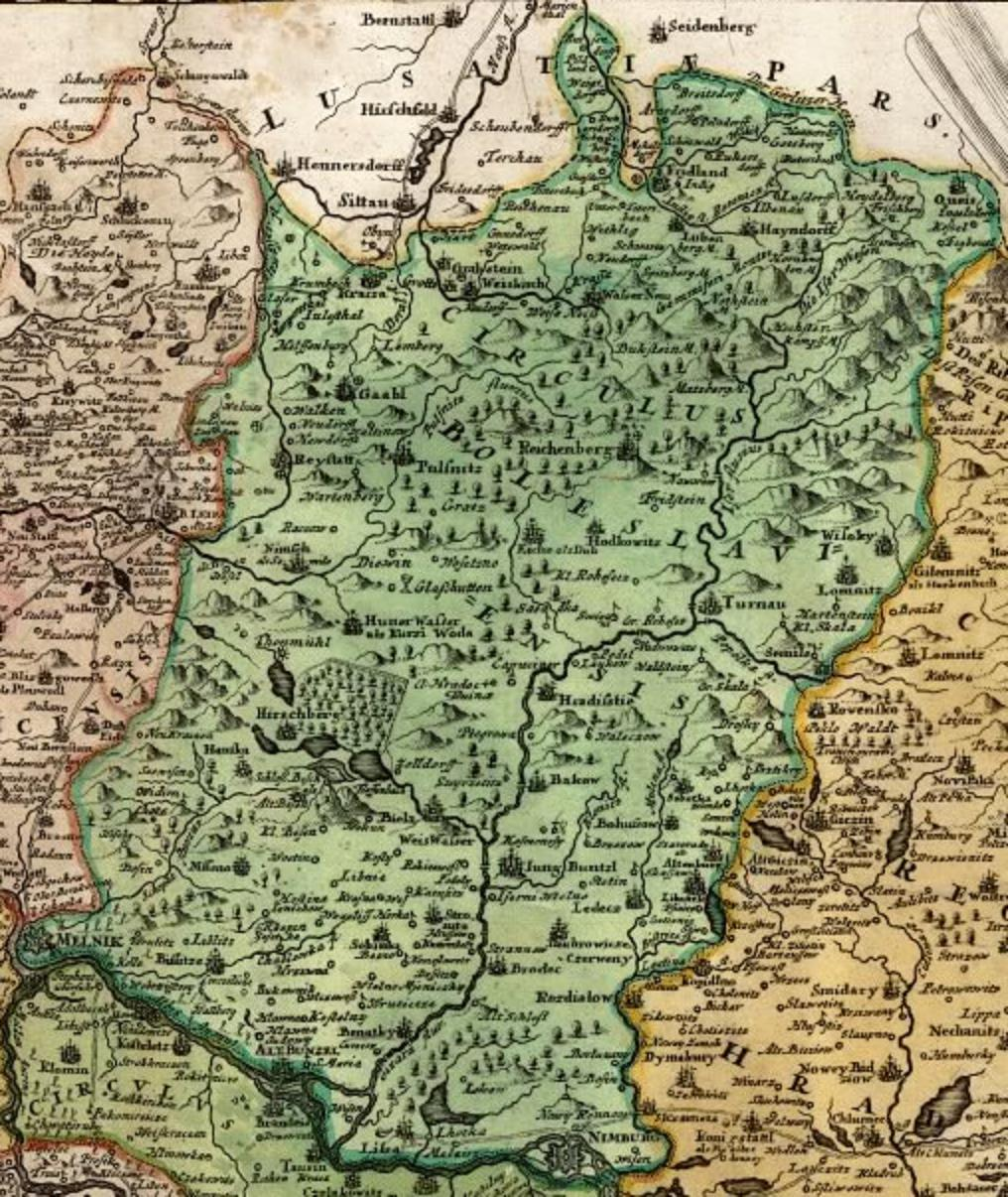
Boleslavský kraj na Vogtově mapě (1712)

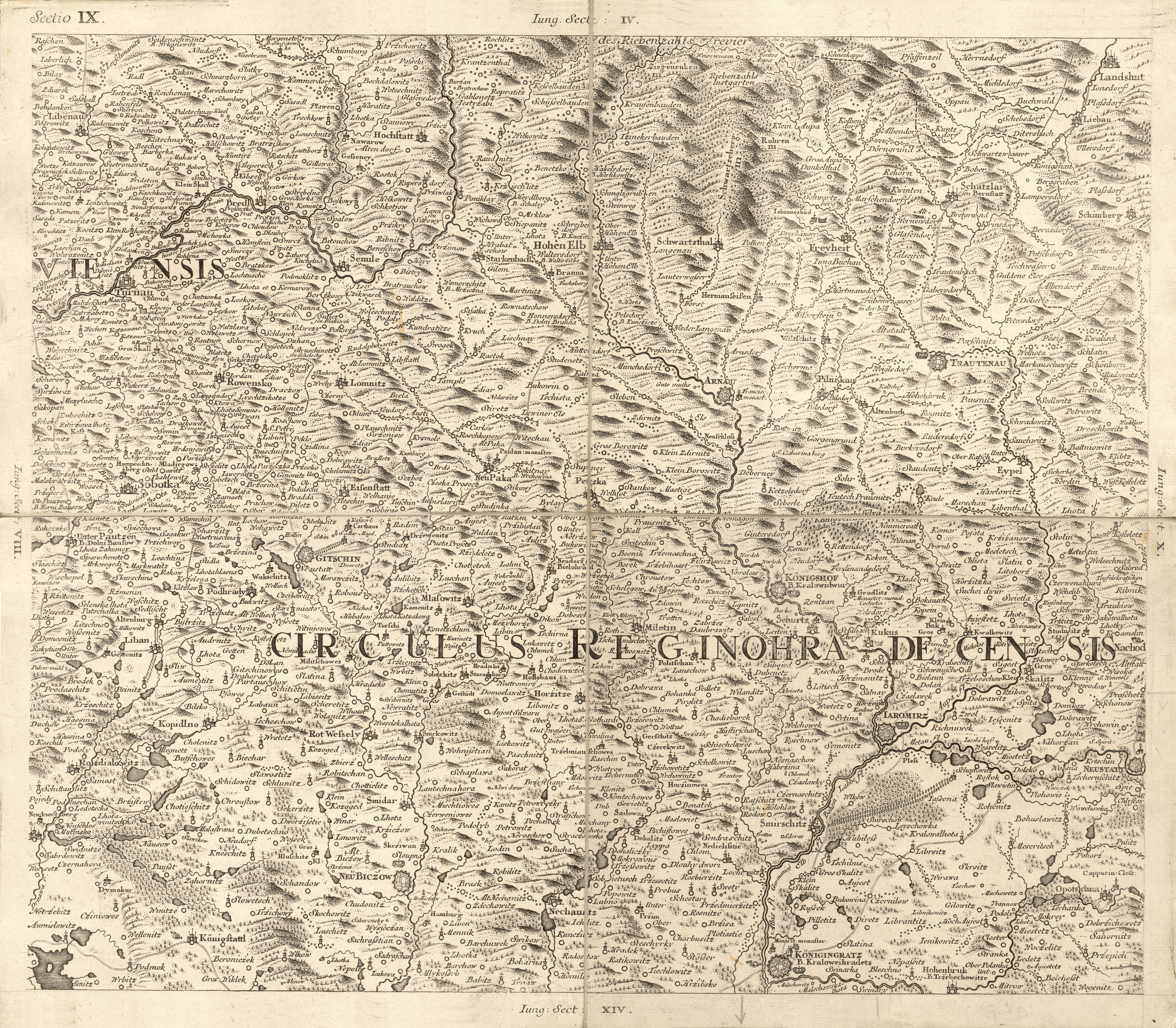
Východ Boleslavského kraje na Mullerově mapě z roku 1720

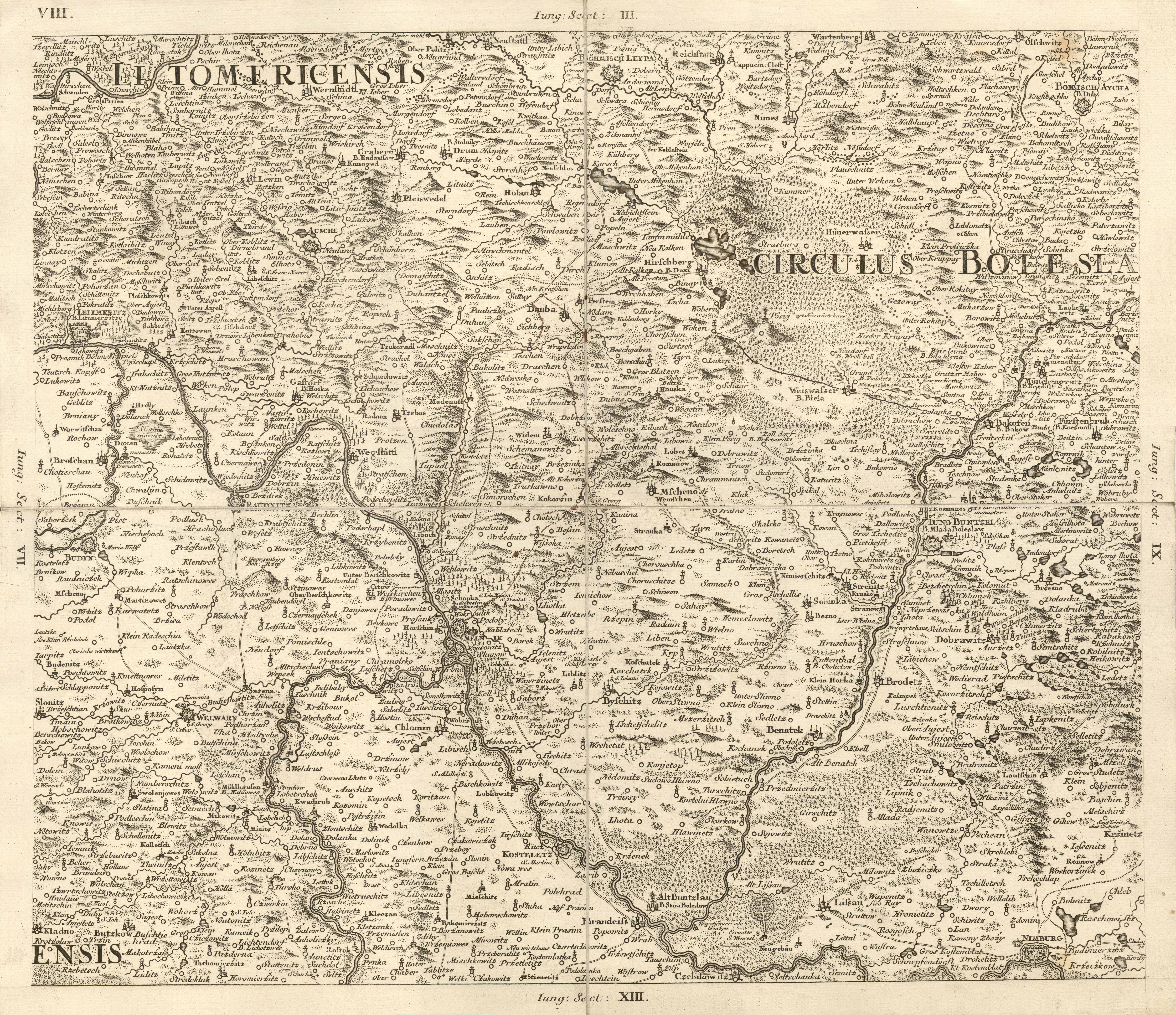
Jihozápad Boleslavského kraje na Mullerově mapě z roku 1720

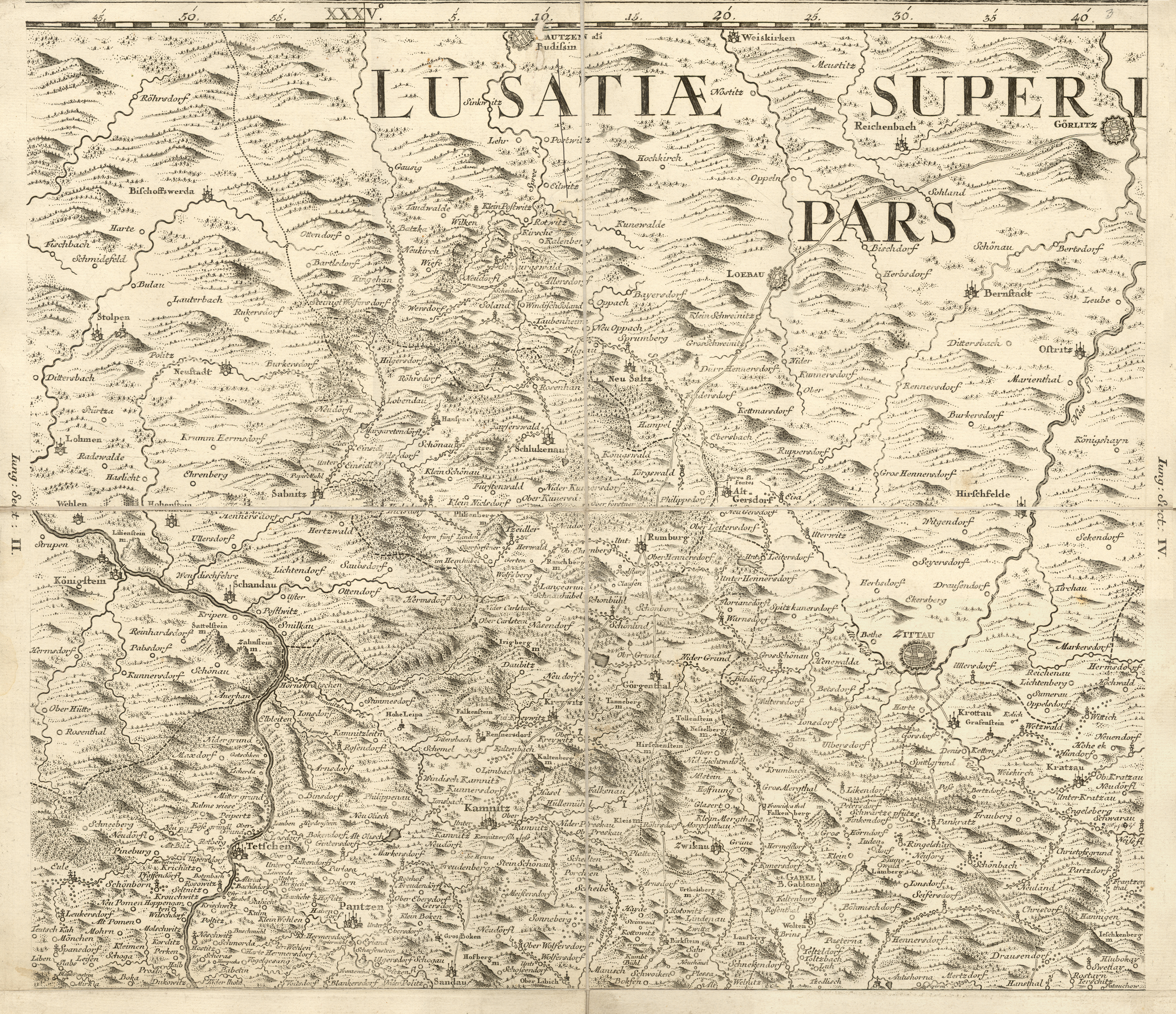
Severozápad Boleslavského kraje na Mullerově mapě z roku 1720

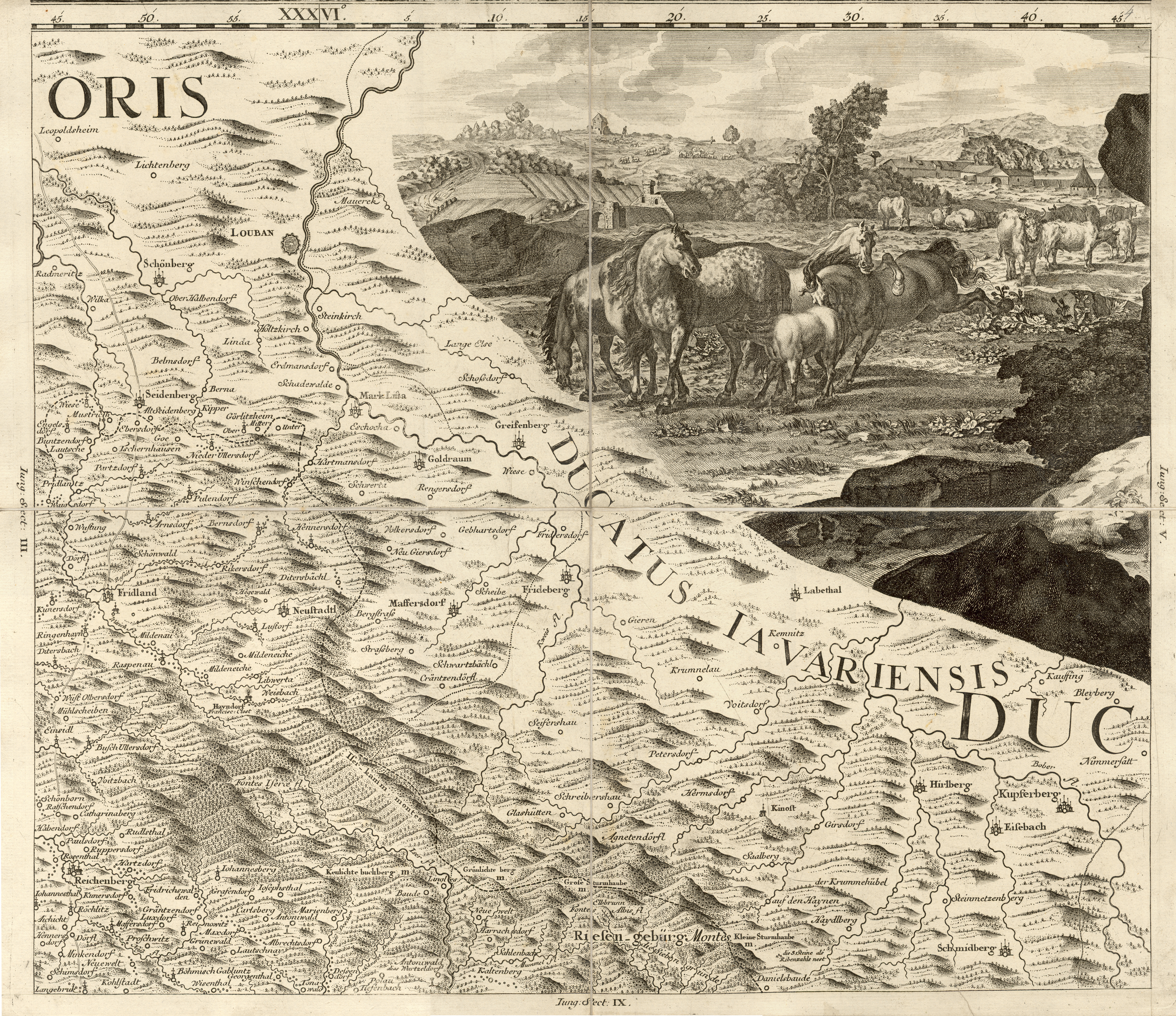
Severovýchod Boleslavského kraje s Libercem na Mullerově mapě z roku 1720

Boleslavský kraj (německy Bunzlauer Kreis) nebo také jen Boleslavsko je historická územněsprávní jednotka české země. Jeho území se rozkládalo především v Pojizeří, zahrnoval většinu (zhruba 80 %) území dnešního Libereckého kraje, severovýchod Středočeského a malou část Královéhradeckého. Počátky jeho existence spadají do 2. poloviny 13. století, kdy Přemysl Otakar II. původní hradské zřízení nahradil krajským zřízením. Nazván byl podle krajského města Mladé Boleslavi, které bylo jeho správním centrem. Na jeho území se nacházela i Stará Boleslav. Kraj zanikl během správních reforem v polovině 19. století a nebyl již nikdy obnoven.

## Historie
První zmínky o Boleslavsku pochází z 12. století, když se tak místní krajina nazvala podle hradu Boleslav nad Jizerou, kde sídlili královští purkrabí a krajští poprávci. Během 13. až 15. století se objevují v jeho rámci zmínky o částečně samostatném Havransku (Nymbursku), neboť v Nymburku býval zvláštní soud. Není úplně známo, kdy bylo k Boleslavskému kraji připojeno i Liberecko, do té doby se počítající k Záhvozdu, a Frýdlantsko, které se díky vlastnímu manskému zřízení odloučilo od Lužice.
Do čela východočeských landfrýdů (krajské spolky vyšší i nižší šlechty z Kouřimského, Čáslavského, Hradeckého, Chrudimského a Boleslavského kraje) se dostal v roce 1440 Hynek Ptáček z Pirkštejna. Funkci hejtmana Boleslavského kraje získal okamžitě jako jeho přítel Jiří z Poděbrad. Když po čtyřech letech Hynek Ptáček zemřel, do čela spojených východočeských landfrýdů byl zvolen jednomyslně sotva 24letý Jiří z Poděbrad.
V roce 1600 byla Mladá Boleslav císařem Rudolfem II. povýšena na královské město. Při solním sčítání v roce 1702 bylo zjištěno v Boleslavském kraji 94 934 křesťanů a 678 židů, dohromady 95 612 obyvatel starších 10 let. Roku 1714 bylo mělnické panství převedeno z Litoměřického kraje do Boleslavského kraje a téhož roku byla k Boleslavskému kraji připojena část také brandýského panství.
Kraj vydržel v původním uspořádání až do roku 1849, kdy bylo císařským nařízením č. 268/1849 o nové organizaci soudní, č. 255/1849 o nové organizaci správy a prozatímním zákonem obecním č. 170 ze 17. března 1849 nahrazen správou státní (zeměpanskou). Od roku 1850 se Mladá Boleslav stala sídlem okresního hejtmanství, kraj byl sice obnoven v pozměněných hranicích roku 1855, ale vydržel jen do 23. října 1862, kdy bylo krajské zřízení zrušeno. Po zrušení se země tedy členily již jen na okresy, nadále však zůstala zachována krajská organizace u soudů a krajský soud sídlil v Mladé Boleslavi až do roku 1949.

## Významní hejtmané
- 1440–1453 Jiří z Poděbrad
- 16. století Václav z Vřesovic [3]
- začátek 18. století Václav Jiří Rašín z Ryzmburka [4]

## Sídla v kraji roku 1654
Místa v kraji Boleslavském z roku 1654, označená v berní rule tohoto kraje jako města a městečka.

### Města
| Jméno města            | stav                                                              | obyvatel roku 1702* | počet budov roku 1830 | obyvatelstvo přítomné roku 1830 | obyvatelstvo domácí roku 1830 |
| ---------------------- | ----------------------------------------------------------------- | ------------------- | --------------------- | ------------------------------- | ----------------------------- |
| Liberec**              | poddanské, panské město, panství Liberec                          | 1730**              | 1377                  | 11500                           | 10435                         |
| Mladá Boleslav         | královské město                                                   | 1695                | 449                   | 4923                            | 4393                          |
| Turnov                 | poddanské, panské město, panství Skála                            | 1119                | 452                   | 3606                            | 3505                          |
| Frýdlant**             | poddanské, panské město, panství Frýdlant                         | 1014**              | 549                   | 3059                            | 3197                          |
| Nymburk                | královské město                                                   | 899                 | 317                   | 2407                            | 2312                          |
| Mnichovo Hradiště      | poddanské, panské město, panství Mnichovo Hradiště a Klášter      | 650                 | 345                   | 2707                            | 2885                          |
| Český Dub              | poddanské, panské město, panství Český Dub, Frydstein a Hodkovice | 554                 | 275                   | 1875                            | 1819                          |
| Hodkovice nad Mohelkou | poddanské, panské město, panství Český Dub, Frydstein a Hodkovice | 302                 | 371                   | 2217                            | 2282                          |
| Benátky nad Jizerou    | poddanské, panské město, panství Benátky nad Jizerou              | 271                 | 126                   | 861                             | 864                           |

(* roku 1702 jsou obyvatelé nad 10 let) (** Liberec a Frýdlant mají počet obyvatel z roku 1651)

### Městečka
| Jméno městečka        | stav                                                                        | počet budov roku 1830 | obyvatelstvo přítomné roku 1830 | obyvatelstvo domácí roku 1830 |
| --------------------- | --------------------------------------------------------------------------- | --------------------- | ------------------------------- | ----------------------------- |
| Cvikov                | poddanské, panské městečko, panství Zákupy                                  | 516                   | 3549                            | 3558                          |
| Mimoň                 | poddanské, rytířské městečko, panství Mimoň                                 | 580                   | 3325                            | 3336                          |
| Lysá nad Labem        | poddanské, panské městečko, panství Lysá nad Labem                          | 406                   | 2467                            | 2714                          |
| Nové Město pod Smrkem | poddanské, panské městečko, panství Frýdlant                                | 379                   | 2366                            | 2430                          |
| Jablonné v Podještědí | poddanské, panské městečko, panství Jablonné v Podještědí                   | 371                   | 2137                            | 2135                          |
| Doksy                 | poddanské, panské městečko, panství Doksy                                   | 247                   | 1906                            | 1946                          |
| Zákupy                | poddanské, panské městečko, panství Zákupy                                  | 283                   | 1869                            | 1898                          |
| Sobotka               | poddanské, panské městečko, panství Kost                                    | 271                   | 1845                            | 1883                          |
| Chrastava             | poddanské, panské městečko, panství Grabšteyn                               | 278                   | 1837                            | 1889                          |
| Mšeno                 | poddanské, rytířské městečko, statek Mšeno a Lobeč                          | 291                   | 1760                            | 1814                          |
| Železný Brod          | poddanské, panské městečko, panství Rohozec                                 | 272                   | 1682                            | 1735                          |
| Semily                | poddanské, panské městečko, panství Semily                                  | 265                   | 1677                            | 1716                          |
| Bělá pod Bezdězem     | poddanské, panské městečko, panství Bělá pod Bezdězem a Kuřívody            | 289                   | 1598                            | 1624                          |
| Vysoké nad Jizerou    | poddanské, panské městečko, panství Semily                                  | 243                   | 1540                            | 1604                          |
| Rovensko pod Troskami | poddanské, panské městečko, panství Skála                                   | 246                   | 1511                            | 1564                          |
| Dolní Bousov          | poddanské, panské městečko, panství Kost                                    | 212                   | 1414                            | 1471                          |
| Hrádek nad Nisou      | poddanské, panské městečko, panství Grabšteyn                               | 235                   | 1404                            | 1473                          |
| Stráž pod Ralskem     | poddanské, panské městečko, panství Stráž pod Ralskem                       | 230                   | 1282                            | 1304                          |
| Dubá                  | poddanské, panské městečko, panství Doksy                                   | 213                   | 1211                            | 1254                          |
| Dobrovice             | poddanské, panské městečko, panství Dobrovice a Loučeň                      | 146                   | 1177                            | 1201                          |
| Libáň                 | poddanské, panské městečko, panství Starý Hrady                             | 204                   | 1113                            | 1154                          |
| Rožďalovice           | poddanské, panské městečko, panství Rožďálovice                             | 206                   | 1132                            | 1171                          |
| Kuřívody              | poddanské, panské městečko, panství Bělá pod Bezdězem a Kuřívody            | 194                   | 1090                            | 1102                          |
| Křinec                | poddanské, panské městečko, panství Kunstberk a Dobrovany                   | 142                   | 1002                            | 1029                          |
| Bakov nad Jizerou     | poddanské, panské městečko, panství Zvířetice, Studenka, Valečov a Kněžmost | 165                   | 981                             | 1010                          |
| Stará Boleslav 2. díl | poddanské, duchovní městečko, statek Stará Boleslav                         | 131                   | 1276                            | 985                           |
| Osečná                | poddanské, panské městečko, panství Český Dub, Frydstein a Hodkovice        | 141                   | 923                             | 950                           |
| Brodce                | poddanské, rytířské městečko, statek Brodce a Hrůšová                       | 120                   | 789                             | 799                           |
| Březno                | poddanské, panské městečko, statek Březno a Stašov                          | 79                    | 590                             | 581                           |
| Byšice                | poddanské, panské městečko, panství Byšice                                  | 100                   | 574                             | 580                           |
| Kněžmost              | poddanské, panské městečko, panství Zvířetice, Studenka, Valečov a Kněžmost | 87                    | 508                             | 522                           |
| Sovínky               | poddanské, duchovní městečko, statek Sovínky                                | 53                    | 286                             | 290                           |
| Strenice              | poddanské, rytířské městečko, statek Horka                                  | 49                    | 241                             | 253                           |
| Mstětice              | poddanské, duchovní městečko, statek Stará Boleslav                         |                       |                                 |                               |
| Střevač               | poddanské, panské městečko, panství Starý Hrady                             |                       |                                 |                               |